# کاله رووانپرا
کاله روانپرا (به فنلاندی: [ˈkɑlːe ˈroʋɑnˌperæ]؛ زاده ۱ اکتبر ۲۰۰۰) یک راننده رالی حرفه‌ای اهل فنلاند است که در مسابقات رالی قهرمانی جهان (WRC) برای تویوتا گازو ریسینگ به همراه کمک راننده‌اش یون هالتونن شرکت می‌کند.
او دو قهرمان جهان رالی در سال های ۲۰۲۲ و ۲۰۲۳ دارد.  
او به عنوان پسر راننده سابق رالی جهانی هری رووانپرا، با شروع مسابقات رالی در سن بسیار کم توجه بین المللی را به خود جلب کرد.

## زندگی شخصی
در ژوئن سال ۲۰۱۷، آژانس ایمنی حمل و نقل فنلاند به رووانپرا اجازه داد تا زمانی که ۱۷ ساله شد، برای گواهینامه رانندگی درخواست کند. در ۲ اکتبر ۲۰۱۷، یک روز پس از تولد ۱۷ سالگی، رووانپرا آزمون اجباری رانندگی را پس از تکمیل بخش تئوری با موفقیت به پایان رساند.
‌

در سال ۲۰۲۰، روانپرا به استونی نقل مکان کرد و از سال  ۲۰۲۲ در موناکو زندگی می کند.

## حرفه کاری رالی

### ۲۰۱۷-۱۸: بهبود عملکرد در رالی ۲ و قهرمانی پرو رالی ۲

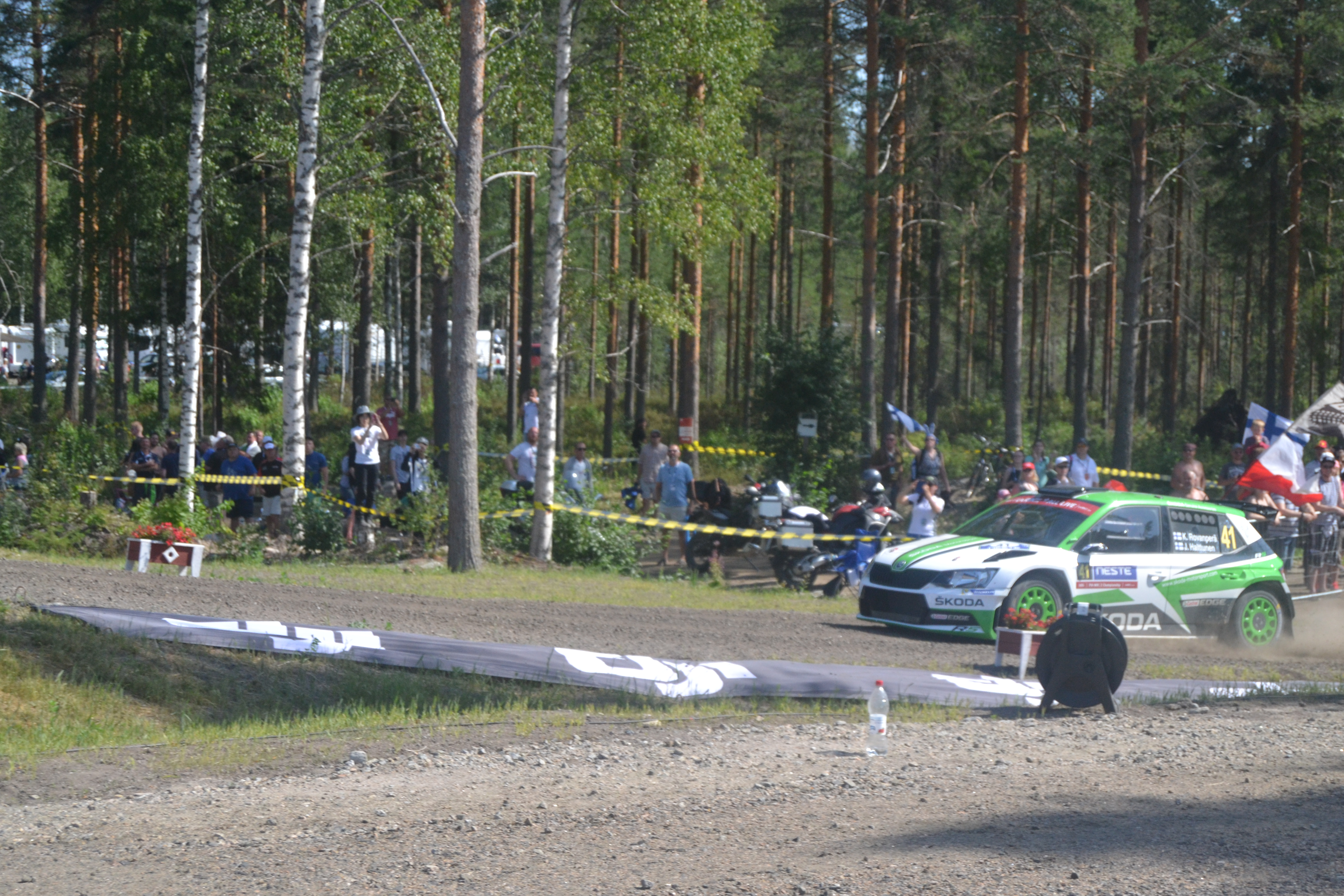
رووانپرا در رالی فنلاند ۲۰۱۸

روانپرا برای فصل ۲۰۱۸ به اشکودا موتور اسپورت پیوست. 
او دو پیروزی در رالی ۲۰۱۸ ولز و رالی کاتالونیا ۲۰۱۸ به ثبت رساند.
رووانپرا همچنین در مسابقات قهرمانی آسیا اقیانوسیه در برخی از رویدادها به رقابت پرداخت.
روانپرا برای فصل ۲۰۱۹ قرارداد خود را با این تیم حفظ کرد.  او اولین پیروزی فصل خود را در رالی ۲۰۱۹ شیلی به دست آورد و یک دور بعد در رالی پرتغال ۲۰۱۹ دوباره قهرمانی را از آن خود کرد.
او در ادامه فصل سه رالی دیگر را برد و در نهایت در مسابقات رالی ولز ۲۰۱۹ عنوان قهرمانی را به دست آورد. تنها دی‌ان‌اف او (به اتمام نرساندن مسابقه) در این فصل در تور دوکورس فرانسه بود، جایی که در استیج ویژه نهم دچار مشکل شد.

### ۲۰۲۰-۲۰۲۱: جوانترین  راننده ای که روی سکو قرار گرفت

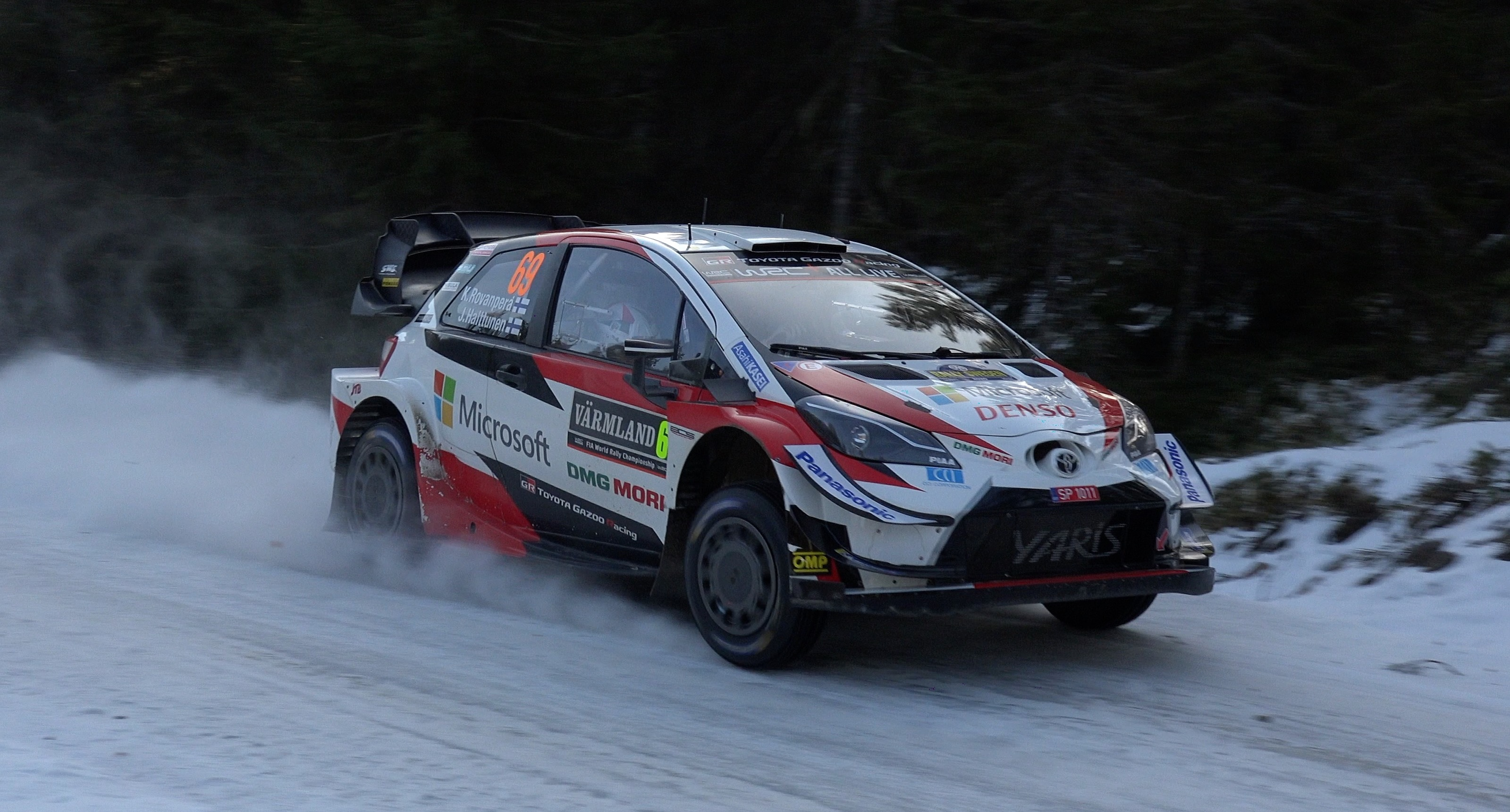
رووانپرا در رالی ۲۰۲۰ سوئد

رووانپرا در اولین اقدام خود در مسابقات رالی عدد ۶۹ را به عنوان شماره ماشین خود انتخاب کرد.

او اولین سکوی خود را در دومین مسابقه خود در کلاس برتر در رالی ۲۰۲۰ سوئد به دست آورد و سوم شد.
  روانپرا با ۱۹ سال و ۴ ماه و ۱۶ روز، جوانترین راننده تاریخ رالی قهرمانی جهان شد.

رووانپرا در نهایت در پایان فصل پنجم شد.

### ۲۰۲۲-۲۰۲۳: جوان ترین قهرمان تاریخ رالی

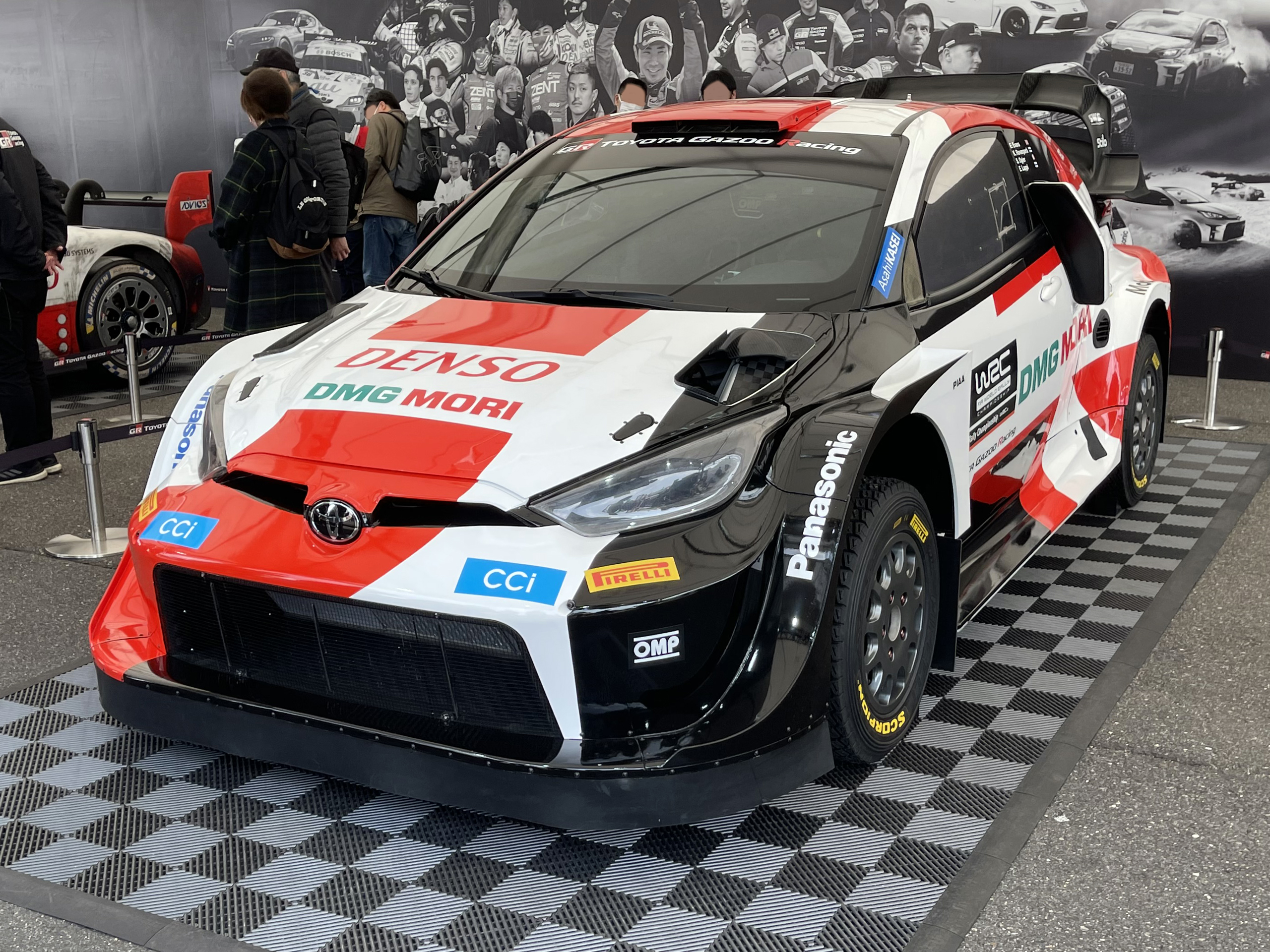
خودرو تویوتا جی‌ار یاریس رالی ۱، فصل ۲۰۲۲ قهرمانی رالی جهان

روانپرا فصل و سال ۲۰۲۲ را با مقام چهارم در رالی مونت کارلو آغاز کرد، پس از کسب مقام پنجم در رالی ایتالیا ساردینیا ۲۰۲۲، او پیروزی های متوالی را به دست آورد تا در جدول رده بندی پیشتاز شود.

با وجود تعدادی رالی پرحادثه، او به فرم خوب خود بازگشت تا ششمین برد فصل خود را در رالی نیوزلند کسب کند.. او همچنین اولین قهرمان فنلاند رالی جهان پس از مارکوس گرونهولم که در سال ۲۰۰۲ قهرمان شده بود شد.

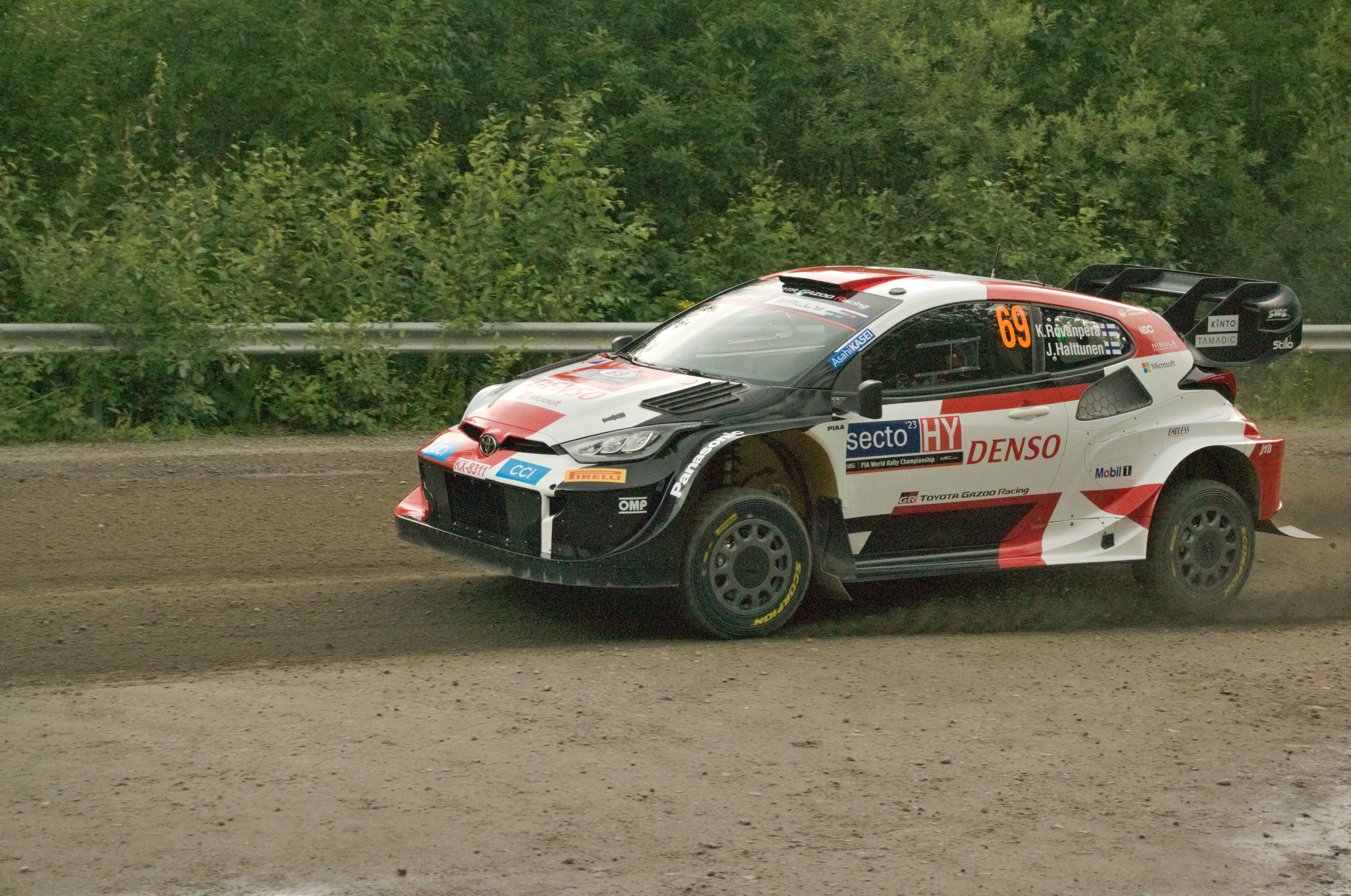
رووانپرا در رالی فنلاند ۲۰۲۳

## دیگر فعالیت ها
در سال ۲۰۲۲، رووانپرا با تویوتا سوپرا در مسابقات قهرمانی اروپا دریفت مسترز پارک موندلو شرکت کرد و در آنجا به مرحله یک شانزدهم نهایی رسید.
در سال ۲۰۲۳، با تویوتا جی‌ار کرولا وارد دو دور مسابقات فرمول دریفت ژاپن شد و به رقابت پرداخت.
او همچنین با تویوتا سوپرا وارد سه دوره مسابقات قهرمانی دریفت مسترز اروپا شد.
این فنلاندی اعلام کرد که وارد چهار دوره مسابقات پورشه کاررا کاپ بنلوکس ۲۰۲۴ می شود.
‌

## جوایز و افتخارات
در سال ۲۰۲۲ کاله رووانپرا به انتخاب رسانه اتواسپورت برترین راننده بین‌المللی رالی سال ۲۰۲۲-۲۰۲۳ انتخاب شد.

## پیروزی در مسابقات

### رالی جهانی
| #  | رویداد                | فصل  | کمک راننده  | خودرو                   | Ref.   |
| -- | --------------------- | ---- | ----------- | ----------------------- | ------ |
| ۱  | رالی استونی ۲۰۲۱      | ۲۰۲۱ | یون هالتونن | تویوتا یاریس            | [ ۲۳ ] |
| ۲  | رالی یونان ۲۰۲۱       | ۲۰۲۱ | یون هالتونن | تویوتا جی‌ار یاریس رالی۱ | [ ۲۴ ] |
| ۳  | رالی سوئد ۲۰۲۲        | ۲۰۲۲ | یون هالتونن | تویوتا جی‌ار یاریس رالی۱ | [ ۲۵ ] |
| ۴  | رالی کرواسی ۲۰۲۲      | ۲۰۲۲ | یون هالتونن | تویوتا جی‌ار یاریس رالی۱ | [ ۲۶ ] |
| 5  | رالی پرتغال ۲۰۲۲      | ۲۰۲۲ | یون هالتونن | تویوتا جی‌ار یاریس رالی۱ | [ ۲۷ ] |
| ۶  | رالی سافاری کنیا ۲۰۲۲ | ۲۰۲۲ | یون هالتونن | تویوتا جی‌ار یاریس رالی۱ | [ ۲۸ ] |
| 7  | رالی استونی ۲۰۲۲      | ۲۰۲۲ | یون هالتونن | تویوتا جی‌ار یاریس رالی۱ | [ ۲۹ ] |
| ۸  | رالی نیوزیلند ۲۰۲۲    | ۲۰۲۲ | یون هالتونن | تویوتا جی‌ار یاریس رالی۱ | [ ۳۰ ] |
| ۹  | رالی پرتغال ۲۰۲۳      | ۲۰۲۳ | یون هالتونن | تویوتا جی‌ار یاریس رالی۱ | [ ۳۱ ] |
| 10 | رالی استونی ۲۰۲۳      | ۲۰۲۳ | یون هالتونن | تویوتا جی‌ار یاریس رالی۱ | [ ۳۲ ] |
| ۱۱ | رالی آکروپولیس ۲۰۲۳   | ۲۰۲۳ | یون هالتونن | تویوتا جی‌ار یاریس رالی۱ | [ ۳۳ ] |
| ۱۲ | رالی سافاری ۲۰۲۴      | ۲۰۲۴ | یون هالتونن | تویوتا جی‌ار یاریس رالی۱ | [ ۳۴ ] |
| ۱۳ | رالی لهستان ۲۰۲۴      | ۲۰۲۴ | یون هالتونن | تویوتا جی‌ار یاریس رالی۱ |        |

### رالی ۲
| # | رویداد              | فصل  | کمک راننده  | خودرو            | منبع.  |
| - | ------------------- | ---- | ----------- | ---------------- | ------ |
| ۱ | رالی استرالیا ۲۰۱۷  | ۲۰۱۷ | یون هالتونن | فورد فیستا ار۵   | [ ۳۵ ] |
| ۲ | رالی ولز ۲۰۱۸       | ۲۰۱۸ | یون هالتونن | اشکودا فابیا ار۵ | [ ۳۶ ] |
| ۳ | رالی کاتالونیا ۲۰۱۸ | ۲۰۱۸ | یون هالتونن | اشکودا فابیا آر۵ | [ ۳۷ ] |